# Begijnhoven in Vlaanderen

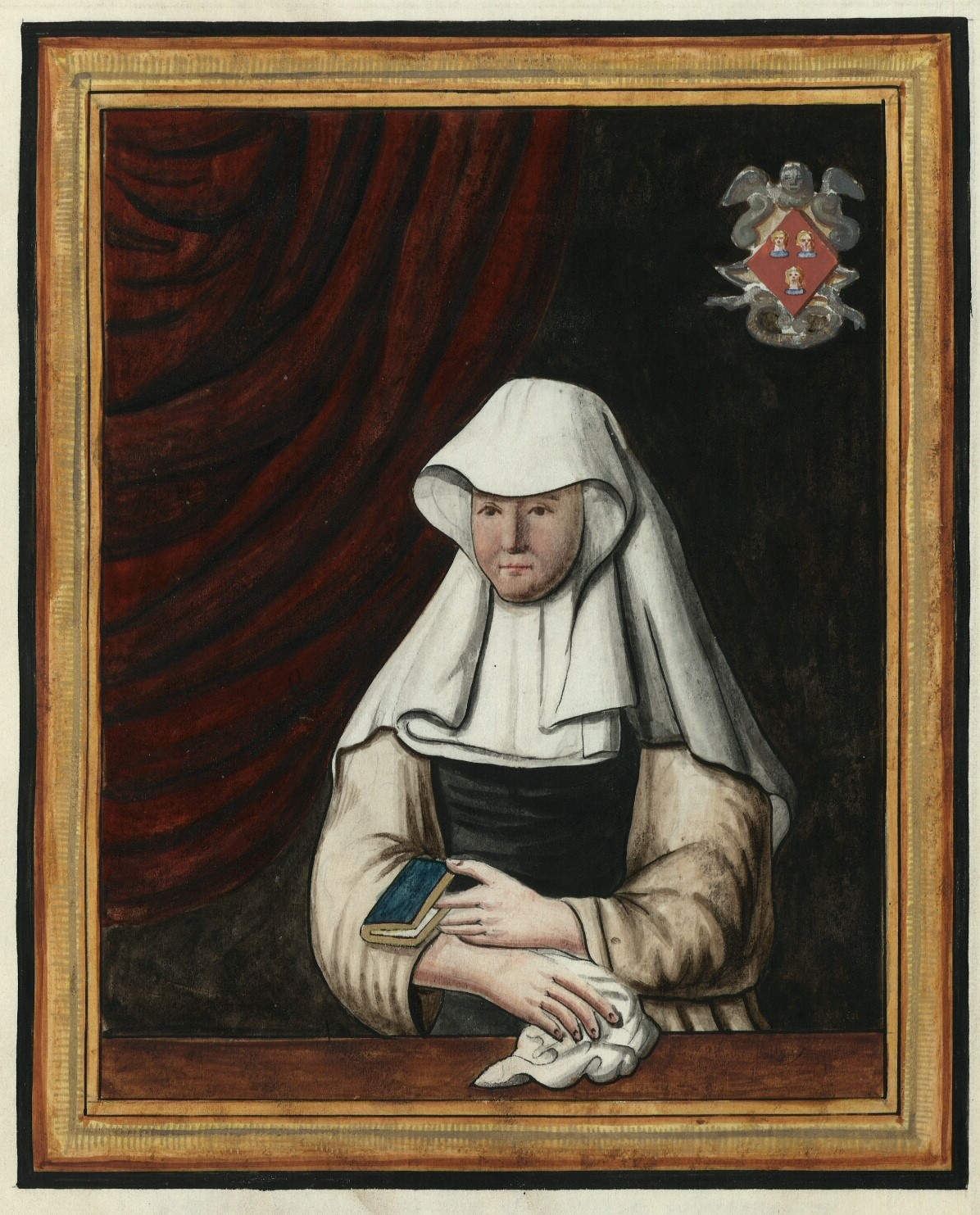
Gentse begijn. Fragment uit een manuscript van het begijnhof Sint Aubertus (Poortacker) te Gent. Gemaakt ca. 1840.

De Vlaamse begijnhoven zijn architectonische ensembles bestaande uit een centraal gelegen kerkgebouw met al of niet een infirmerie, conventen en aparte huisjes met voorhofje gesitueerd rond een plein of uitgevend op een regelmatig gevormd stratenpatroon. De bouwstijl weerspiegelt de stijl van de tijd maar was toch regionaal gekleurd door de aanwending van plaatselijk voorkomende bouwmaterialen.
De goed bewaarde en ondertussen gerestaureerde begijnhofsites houden de herinnering levend aan de traditie van de begijnen, zoals die zich in Noordwest-Europa in de middeleeuwen ontwikkelde. Deze vrouwen wijdden hun leven aan God zonder zich uit het wereldse leven terug te trekken. In de 13e eeuw stichtten zij daartoe eigen woongebieden. Deze begijnhoven vormden ommuurde gemeenschappen die aan hun spirituele en materiële behoeften tegemoetkwamen. Omdat de begijnen vaak hun inkomsten verdienden door de was te doen voor anderen, was de bleekweide een onmisbaar deel van het begijnhof.
Het Begijnhof van Leuven bezit de oudste historische documenten, maar sommige historici beschouwen het Begijnhof van Lier als het oudste van Vlaanderen. Dit typisch stratenbegijnhof ligt als een 'dorp binnen de stad' en werd door Felix Timmermans 'd'amandelboon van Lier' genoemd. De grootste begijnhoven bevonden zich in Mechelen, Brussel en Gent, waar zelfs het Klein Begijnhof nog bijzonder uitgestrekt is. Het Groot Begijnhof van Brussel is met uitzondering van de begijnhofkerk helemaal verdwenen. Ooit woonden hier om en bij de 1000 mensen: begijnen maar ook kinderen en andere alleenstaande vrouwen. Iets minder groot waren de begijnhoven van Leuven en Diest met ongeveer 500 inwoners die met uitzondering van hun kerk wel goed zijn bewaard. Door de contrareformatie en de daarmee gaande verdieping van het religieuze leven werden vele Vlaamse steden in de 17e eeuw voorzien van een nieuw begijnhof.
In de 20e eeuw kregen de meeste begijnhoven na restauratie een andere bestemming zoals museum voor religieuze kunst (Sint-Truiden) of cultureel centrum (Hasselt). Sommige begijnhoven veranderden in bejaardenhuisvesting (Diest), werden gerestaureerd tot studentenbehuizing (Groot Begijnhof door de Katholieke Universiteit Leuven) of werden verkocht aan particulieren (hiertoe restaureerde het OCMW van Leuven het deels bewaarde Klein Begijnhof in 2004).

## Erkend als Werelderfgoed
Vanuit de overtuiging dat de 26 Vlaamse begijnhoven getuigen van een uitzonderlijke universele waarde heeft Suzanne Van Haverbeecke-Van Aerschot dossiers opgemaakt om ze te laten erkennen als werelderfgoed. In oktober 1998 werden volgende begijnhoven voorgesteld in het ICOMOS-comité van de UNESCO om in aanmerking te komen voor erkenning. Het voorstel omvatte:
- Provincie Antwerpen: Antwerpen, Herentals, Hoogstraten, Lier, Mechelen (Groot en Klein Begijnhof) en Turnhout.
- Provincie Limburg: Borgloon, Sint-Truiden, Tongeren en Hasselt.
- Provincie Oost-Vlaanderen: Aalst, Dendermonde, Gent (Groot en Klein Begijnhof, en Sint-Amandsberg) en Oudenaarde.
- Provincie West-Vlaanderen: Brugge, Diksmuide en Kortrijk.

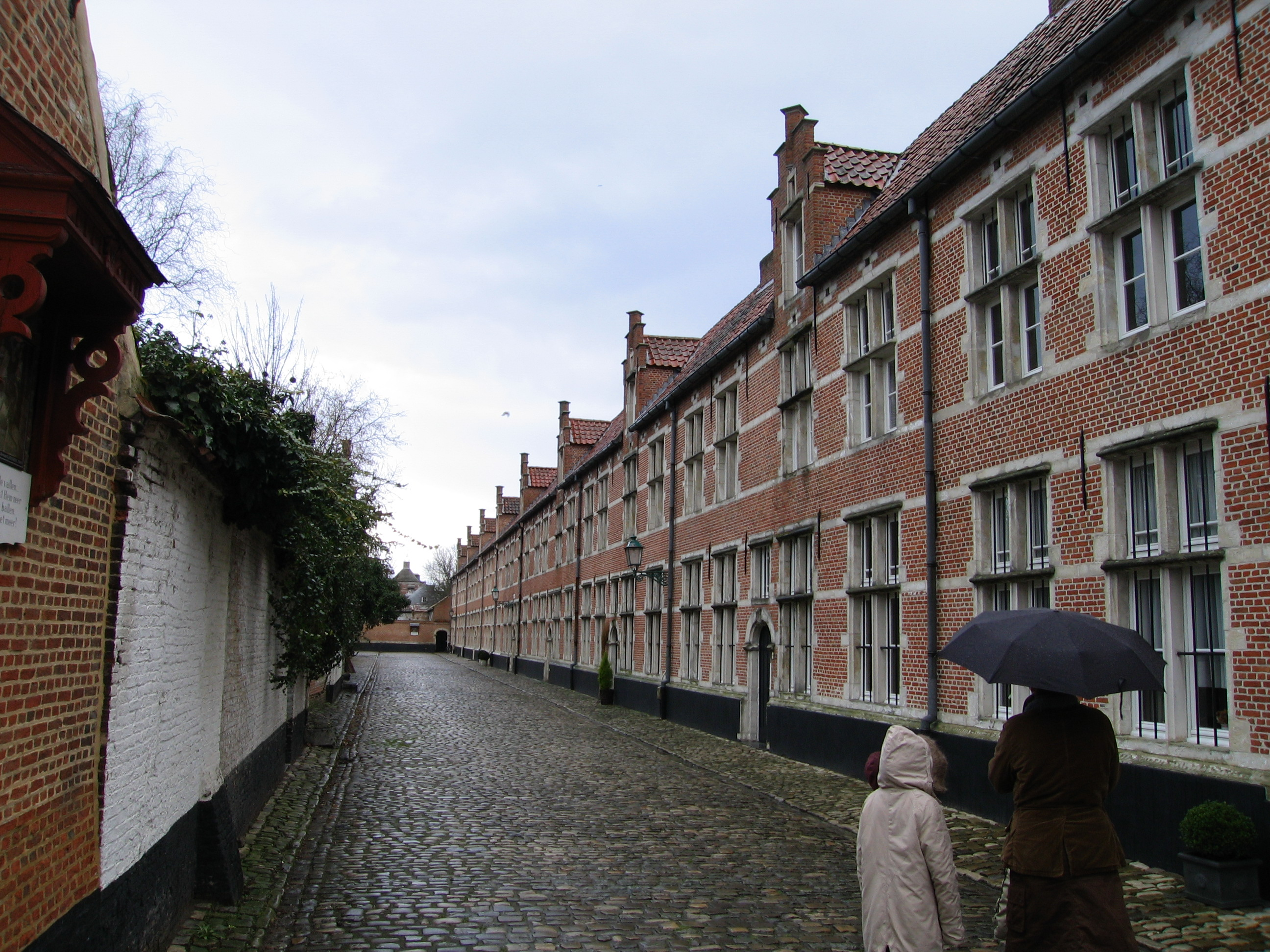
Lier

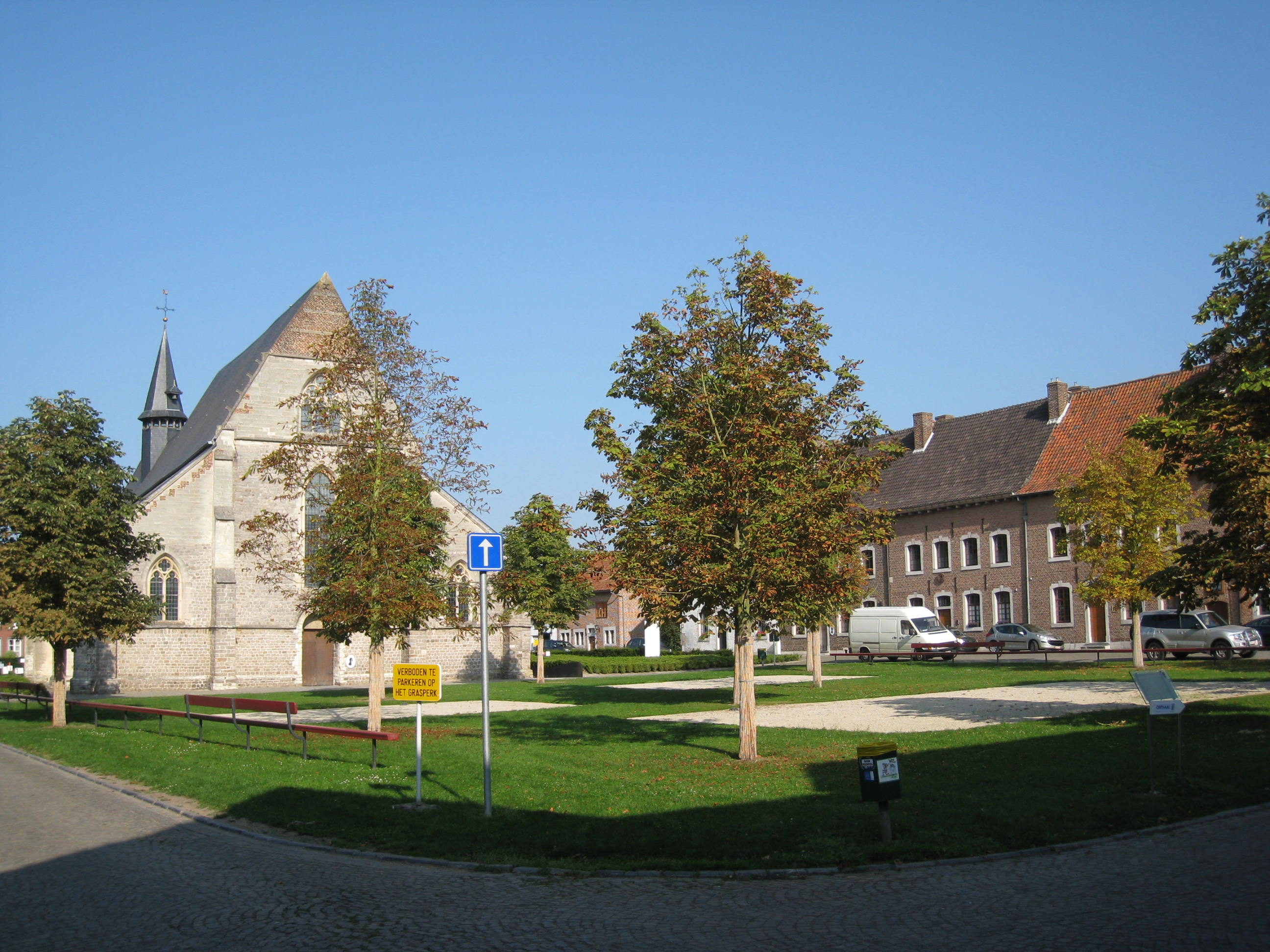
Sint-Truiden

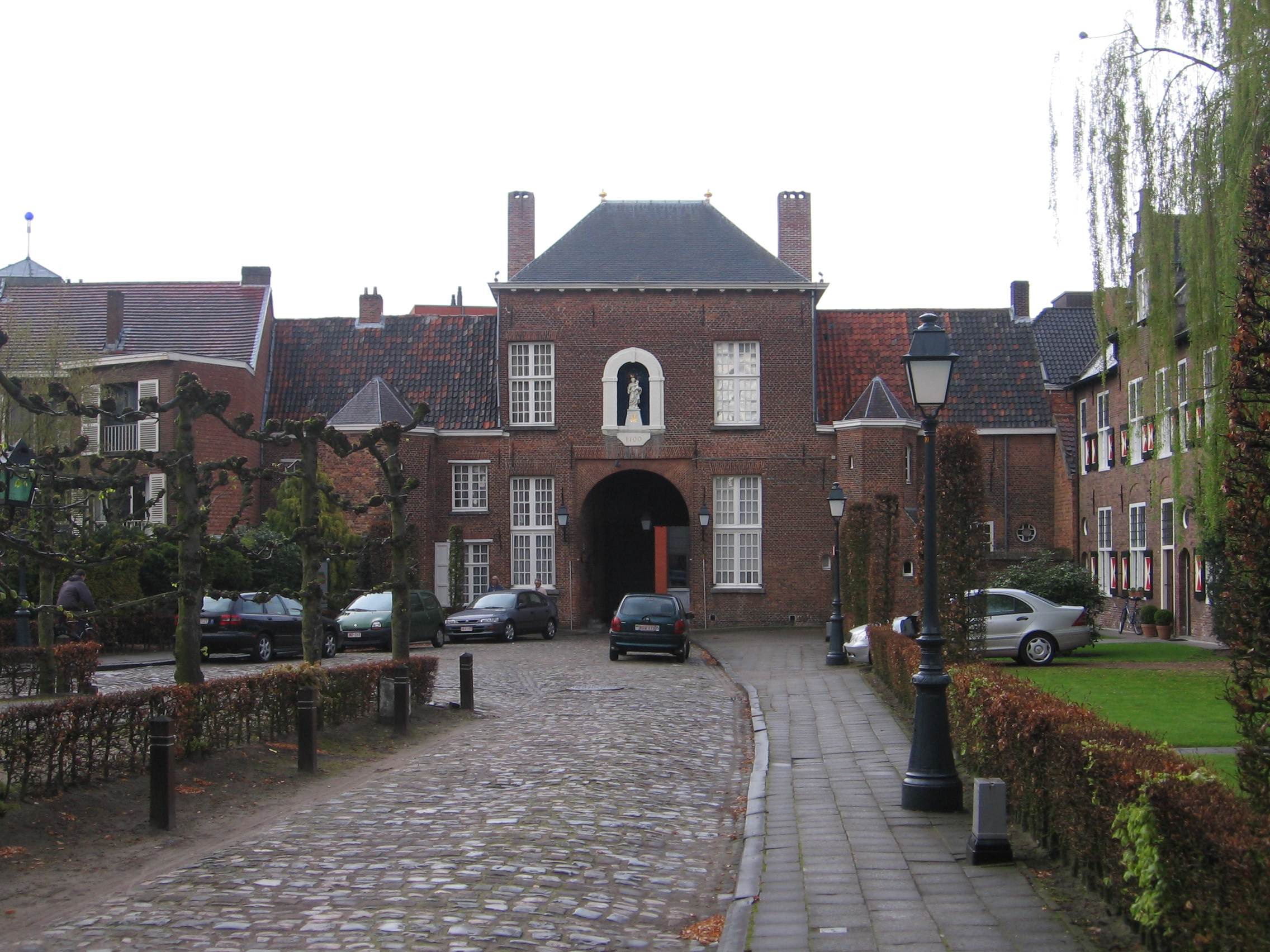
Turnhout

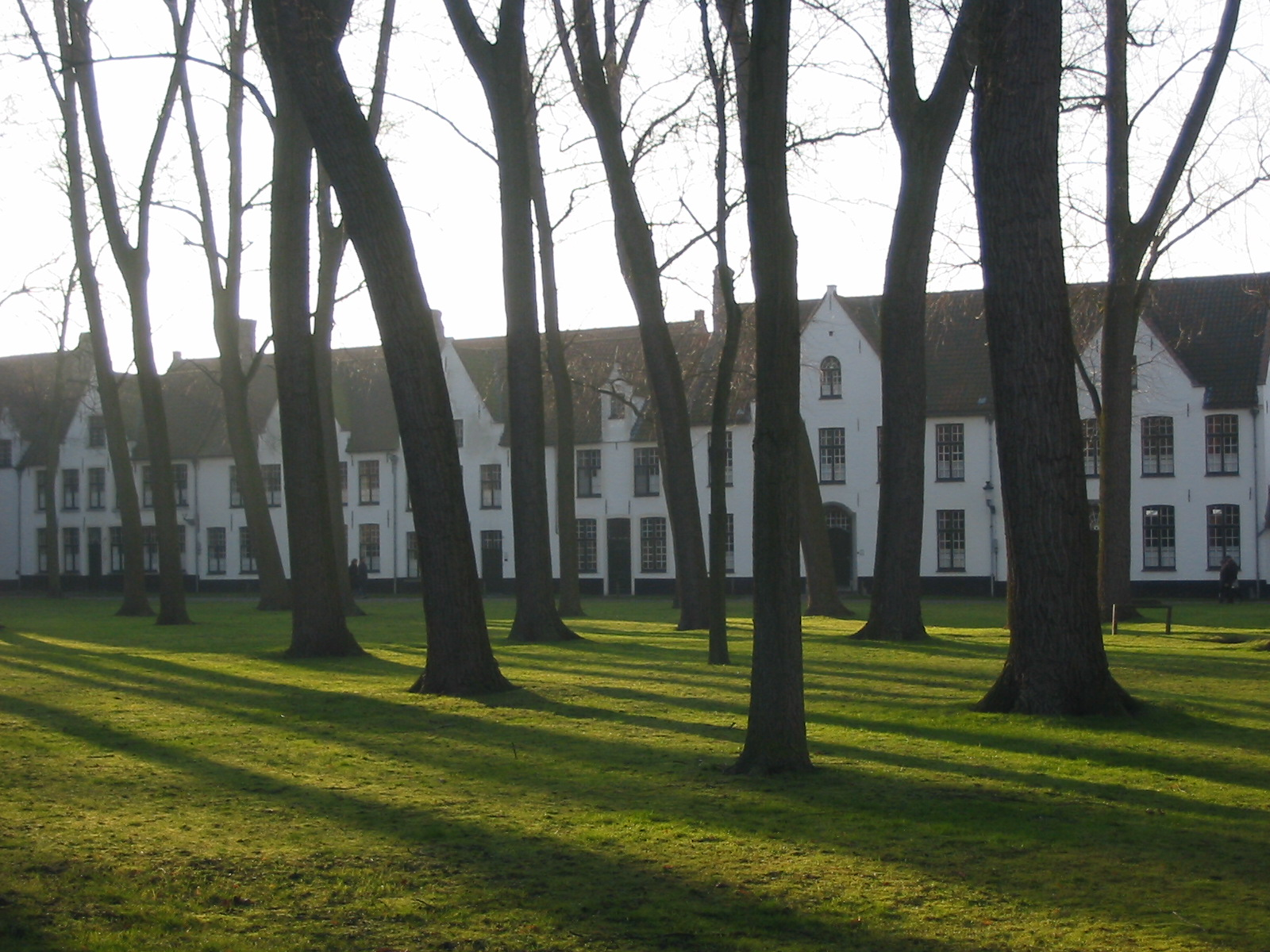
Brugge

- Provincie Vlaams-Brabant: Aarschot, Diest, Leuven (Groot Begijnhof en Klein Begijnhof) en Tienen.

Op 2 december 1998 zijn er van deze lijst uiteindelijk dertien ingeschreven op de Werelderfgoedlijst van monumenten van Cultureel Erfgoed. Deze begijnhoven werden in het ICOMOS-comité van de UNESCO voorgesteld en aanvaard als representatieve voorbeelden van de groep begijnhoven: 5 van het stedelijk type (a), 4 van het pleintype (b) en 4 van het gemengde type (c):
- Provincie Antwerpen: Hoogstraten (b), Lier (a), Mechelen Groot Begijnhof (a), Turnhout (b).
- Provincie Limburg: Sint-Truiden (b), Tongeren (a).
- Provincie Oost-Vlaanderen: Dendermonde (b), Gent Klein Begijnhof (c), Sint-Amandsberg (a).
- Provincie Vlaams-Brabant: Leuven Groot Begijnhof (c), Diest (a).
- Provincie West-Vlaanderen: Brugge (c), Kortrijk (c).